# Вышеславцев, Алексей Владимирович
Алексей Владимирович Вышеславцев (1831—1888) — русский врач, литератор, искусствовед и путешественник.

## Биография
Отец — Владимир Сергеевич Вышеславцев; мать — Наталья Ивановна, урождённая Сабурова.
Первоначально учился в Тамбовской губернской гимназии. Затем окончил Московский дворянский институт (1848), и медицинский факультет Московского университета. По окончании, в 1854 году, курса в университете был назначен врачом в полтавский пехотный полк и находился с ним во время Крымской кампании на Малаховом кургане, результатом чего явился ряд статей в «Современнике» и «Русском вестнике»: «6-е июня в Севастополе», «30-е августа в Севастополе», «Сутки на Малаховом кургане», «Севастополь в последние месяцы осады» и др.
После крымской войны, служа судовым врачом на клипере «Пластун» и корвете «Новик», в 1857—1860 годах он совершил кругосветное путешествие. При возвращении к родным берегам, с борта корвета «Новик», на который Вышеславцев был переведён в Монтевидео, он наблюдал взрыв клипера «Пластун» и гибель товарищей.
Одним из пунктов путешествия оказался город японский город Эдо (в настоящее время — Токио), где эскадра Муравьёва провела месяц. Вышеславцев в Японии интенсивно работал и привёз в Петербург около 100 рисунков с натуры и записки о впечатлениях «Очерки пером и карандашом из кругосветного плавания в 1857, 1858, 1859 и 1860 годах», которые вышли (1862) в издательстве Морского министерства. По оценке М. Соловьёва, известного искусствоведа того времени, Алексей Вышеславцев «первым из русских обратил должное внимание на оригинальное и высокое искусство японцев… Вышеславцев первый привёз в Европу образцы японской живописи и альбомы…».
В 1861 году вышел в отставку и уехал в Тамбов; подолгу жил в имении родителей в деревне Волхонщина. До 1863 года Вышеславцев служил мировым посредником в Тамбовском уездном земстве; затем управлял Черниговской и Одесской контрольными палатами, а также Варшавской (1870—1874). В 1876 году вышел в отставку.
Вышеславцев много занимался искусством, главным образом историей живописи; ездил в Италию, Грецию, Константинополь. Занимался коллекционированием; собрание гравюр и картин известных русских художников, а также авторские искусствоведческие работы были переданы «Нарышкинской Особой библиотеке» и послужили основой для создания тамбовского художественного фонда. На основе коллекции Вышеславцева при библиотеке был организован Художественный отдел, преобразованный после 1917 года в Художественный музей. Он написал несколько книг по истории искусства, а также полную биографию Рафаэля, которая была издана только после смерти автора — в 1894 году.
Умер в имении родителей; похоронен в фамильной усыпальнице Вышеславцевых на кладбище Казанского Богородичного монастыря в Тамбове.
Художественно-историческая библиотека А. В. Вышеславцова была передана Тамбовской народной читальне (Систематический каталог. — СПб., 1895. — 25 с.). Вышеславцев оформлял интерьер домовой церкви Елизаветинского приюта для неизлечимых больных (рак, саркома); иконы были выполнены им «посредством выжигания». Тамбовский епископ Виталий отмечал: «Это — неземной характер храма, располагающий к возвышенным чувствам, отпечатлевается особенно выразительным образом на иконостасе и Царских Вратах, которыя, как нам известно, действительно были изображены накануне преждевременной кончины своего делателя, принимавшего деятельное участие в устройстве церкви приюта».

## Рекомендуемая литература
- Соловьев М. П. Алексей Владимирович Вышеславцев: Для близких людей. — СПб.: тип. М. М. Стасюлевича, 1890. — 95 с.
- Болотоа М., Сагитова Л. Алексей Владимирович Вышеславцев (1831—1888) // Тамбовские хроники: ист-краев. бюлл. — 1999. — № 8-9. — С. 27—29.
- Патрина Л. Н., Сабетова М. В. Личная библиотека как отражение истории жизни и творчества А. В. Вышеславцева // Неофилология. — 2019.